# Митяева, Валентина Евгеньевна
Митяева Валентина Евгеньевна (4 сентября 1936 — 16 апреля 1996) — передовик советского сельского хозяйства, колхозница колхоза «Память Ленина» Бахчисарайского района Крымской области, Герой Социалистического Труда (1973).

## Биография
Родилась в 1936 году на территории Московской области. 
После освобождения территории Крыма от оккупации и депортации местного населения (крымских татар) в Среднюю Азию, отправилась в числе переселенцев на полуостров Крым, стала проживать и работать в Терновке Бахчисарайского района. Вступила в местный колхоз "Память Ленина", работала в полеводческой бригаде.
Проявляла себя передовиком, прилежной колхозницей труженицей. По итогам работы в седьмой семилетки удостоена ордена Знак Почёта, а по результатам труда в восьмой пятилетки была представлена к награждению орденом Трудового Красного Знамени.  
«За большие успехи достигнутые во Всесоюзном социалистическом соревновании, и проявленную трудовую доблесть в выполнении принятых обязательств по увеличению производства и продажи государству зерна и других продуктов земледелия в 1973 году», указом Президиума Верховного Совета СССР от 7 декабря 1973 года Валентине Евгеньевне Митяевой было присвоено звание Героя Социалистического Труда с вручением ордена Ленина и медали «Серп и Молот».
Проживала в селе Терновка Бахчисарайского района. Умерла 16 апреля 1996 года. 

## Награды
За трудовые успехи была удостоена:
- золотая звезда «Серп и Молот» (07.12.1973)
- орден Ленина (07.12.1973)
- Орден Трудового Красного Знамени (08.04.1971)
- Орден Знак Почёта (30.04.1966)
- другие медали.